# Ребека Лінарес
Вероніка Лінарес Бажан, відома як Ребе́ка Ліна́рес (англ. Rebeca Linares, нар. 13 червня 1983 року, Сан-Себастьян, Іспанія) — іспанська порноакторка. 

## Біографія
Народилася в Сан-Себастьяні, проте довгий час проживала в Барселоні.

### Порноіндустрія
Потрапила в порноіндустрію в 2005 році в Іспанії. Через нестачу грошей почала зніматися в інших містах Європи. В березні 2006 року переїхала в Лос-Анджелес.
Була названа «Кішечкою місяця» в березні 2009 року порножурналом Penthouse.
На 2011 рік знялась в 360 порнофільмах.

## Нагороди і номінації
- 2007 FICEB Ninfa — Best Actress — IodineGirl[6]
- 2010 AVN Award — Best Threeway Sex Scene — Tori Black Is Pretty Filthy[7]